# Lenartovce
Lenartovce (hongrois : Sajólénártfalva) est un village de Slovaquie situé dans la région de Banská Bystrica.

## Histoire
La première mention écrite du village date de 1364.
La localité fut annexée par la Hongrie après le premier arbitrage de Vienne le 2 novembre 1938. En 1938, on comptait 573 habitants dont 14 d'origine juive. Elle faisait partie du district de Rimavská Sobota (hongrois : Rimaszombati járás). Le nom de la localité avant la Seconde Guerre mondiale était Linhartovce/Lenártfala. Durant la période 1938 - 1945, le nom hongrois Sajólénártfalva était d'usage. À la libération, la commune a été réintégrée dans la Tchécoslovaquie reconstituée.

## Démographie

### Évolution de la population
| Année:               | 1994. | 2004.   | 2014.   | 2024.   |
| -------------------- | ----- | ------- | ------- | ------- |
| Nombre de personnes: | 508   | 550     | 549     | 568     |
| Différence:          |       | +8,26 % | -0,18 % | +3,46 % |

| Année:               | 2023. | 2024.   |
| -------------------- | ----- | ------- |
| Nombre de personnes: | 560   | 568     |
| Différence:          |       | +1,42 % |